# Вичівський заказник
Ви́чівський зака́зник — ботанічний заказник загальнодержавного значення в Україні. Розташований у межах Зарічненського району Рівненської області, неподалік від села Вичівки. 
Площа 2762 га, створений у 1981 році. Перебуває у віданні Зарічненського лісгоспзагу. 
Охороняється рідкісне перехідне сфагнове болото зі цінними ягідниками журавлини, чорниці, брусниці. У рослинному покриві присутні також різного виду осоки, мохи, верес. Трапляється росичка проміжна, занесена до Червоної книги України. Деревна рослинність представлена низькопродуктивними сосново-березовими насадженнями з домішкою осоки, вільхи чорної.